# 인텔 Xe
인텔 Xe(Intel Xe, Intel Xe, 비공식 명칭: Gen12)는 인텔이 개발한 GPU 아키텍처이다.
인텔 Xe는 새로운 명령어 집합이 포함되어 있다. Xe GPU 계열은 일련의 마이크로아키텍처를 포함하는데, 여기에는 통합/저전력(Xe-LP)에서부터 고성능 게이밍(Xe-HPG), 데이터센터/고성능(Xe-H), 고성능 컴퓨팅(Xe-HPC)에 이르기까지 범위가 다양하다.

## 같이 보기
- 라라비 (마이크로아키텍처)
- 인텔 그래픽스 테크놀로지
- 인텔 그래픽 처리 장치 목록